# FAF – Farbe, Ausbau & Fassade
Die FAF – Farbe, Ausbau & Fassade ist eine europäische Fachmesse für Fassadengestaltung und Raumdesign, die als weltweite Leitmesse des Maler- und Lackiererhandwerks gilt. Sie findet seit der Erstveranstaltung 1972 in einem dreijährigen Rhythmus statt. Seit 1984 wechseln sich München und Köln als Messestädte ab. Organisiert wird sie von der Gesellschaft für Handwerksmessen (GHM) in München.

## Ausstellungsbereiche
Spezialisiert ist die Messe auf die Themen Farbe, Ausbau, Fassade, Bautenschutz, Putz, Stuck und Trockenbau.

## Ideelle Träger und Messedaten
Ideeller Träger der Messe sind der Bundesverband Farbe Gestaltung Bautenschutz sowie der Bundesverband Ausbau und Fassade im Zentralverband Deutsches Baugewerbe. 2024 betrug die belegte Messefläche auf dem Messegelände in Köln-Deutz gut 16.000 Quadratmeter. In zwei Hallen stellten 305 Ausstellern aus 24 Ländern aus. Die Messe wurde von gut 34.000 Menschen aus 18 Ländern besucht.